# Ryu Seung-Min
Ryu Seung-Min (5 de agosto de 1982) es un exjugador de tenis de mesa surcoreano campeón olímpico en Atenas 2004. En la final derrotó al tenismesista chino Wang Hao y en su camino derrotó al campeón olímpico de Barcelona 1992 Jan-Ove Waldner.
Ryu Seung-Min utilizó la empuñadura lapicero con un juego ofensivo, rápido y de top spin con su derecha. No utiliza goma en el revés de su raqueta como lo hacen Wang Hao y Ma Lin, sosteniendo su juego en una impresionante dinámica de pies y en su explosivo derecho. Utilizaba gomas Xiom y una raqueta especial que lleva su nombre.

## Palmarés (individuales)

### Tenis de mesa en los Juegos Olímpicos|Juegos Olímpicos
- Medalla de oro (Atenas 2004) le gana a wang liqin en slovenian open 4-0 y después pierde con wang hao igual que en la world cup del 2007

### Campeonato del mundo
- Semifinalista (2007)

### Copa del mundo
- Finalista (2007)

### Pro-Tour Grand Finals
- Semifinalista (2003 y 2005)

### ITTF Pro-Tour
Campeón:
- 2008: Santiago ( Chile)
- 2004: Chicago ( Estados Unidos), Cairo ( Egipto)

### Juegos Asiáticos
- Semifinalista (2006)

### Asian Championship ATTU
- Semifinalista (2003)

## Filmografía

### Programas de variedades
- 2021: King of Mask Singer - concursó como "Octopus Ahjussi" (ep. #305).